# Onesia austriaca
Onesia austriaca är en tvåvingeart som beskrevs av Villeneuve 1920. Onesia austriaca ingår i släktet Onesia och familjen spyflugor. Inga underarter finns listade i Catalogue of Life.